# Ridehuset (Aarhus)
Ridehuset er en fredet bygning på Vester Allé i Aarhus, der oprindelig var bygget til ridetræning. Den indgik i Rytterikasernen sammen med blandt andet Officérsbygningen, som ligger i umiddelbar nærhed. Ridehuset blev bygget i 1876-1877 og er tegnet af arkitekten Carl Lange.
I dag bruges Ridehuset til forskellige arrangementer. Der er planer om at modernisere Ridehuset til et kulturhus. 

## Reference
1. ↑  FBB – Bygning
2. ↑  Weilbachs Kunstnerleksikon L
3. ↑  Kulturhus Aarhus :: Forside

56°9′11.5″N 10°12′7.6″Ø / 56.153194°N 10.202111°Ø